# Parma Foot Ball Club 1919-1920
Questa voce raccoglie le informazioni riguardanti il Parma Football Club nelle competizioni ufficiali della stagione 1919-1920.

## Stagione
Nella stagione 1919-1920 il Parma ha disputato la Promozione emiliana e si è piazzato secondo con 10 punti, venendo poi ammesso in Prima Categoria.

## Rosa
| N. |                   | Ruolo | Calciatore       |
| -- | ----------------- | ----- | ---------------- |
|    | Italia (bandiera) | A     | Enzo Aiolfi      |
|    | Italia (bandiera) | C     | Vincenzo Bocconi |
|    | Italia (bandiera) | C     | Luigi Calda      |
|    | Italia (bandiera) | C     | Gentili          |
|    | Italia (bandiera) | D     | Medardo Ghini    |
|    | Italia (bandiera) | D     | Leo Giacosa      |
|    | Italia (bandiera) | A     | Giovanni Lumetti |

| N. |                   | Ruolo | Calciatore          |
| -- | ----------------- | ----- | ------------------- |
|    | Italia (bandiera) | A     | Montanari           |
|    | Italia (bandiera) | C     | Giuseppe Pasquali   |
|    | Italia (bandiera) | P     | Gino Pellacini      |
|    | Italia (bandiera) | A     | Pescarolo           |
|    | Italia (bandiera) | A     | Ferdinando Rebecchi |
|    | Italia (bandiera) | C     | Renato Rossini      |
|    | Italia (bandiera) | D     | Torquato Rossini    |